# ليزا دونيلي
ليزا دونيلي (بالإنجليزية: Liza Donnelly)‏ هي رسامة كارتون أمريكية، ولدت في 26 يناير 1955.

## وصلات خارجية
- الموقع الرسمي